# Cupșeni
Cupșeni es una comuna ubicada en el distrito de Maramureș, Rumania.

## Superficie
Cuenta con una superficie de 89,56 kilómetros cuadrados.

## Demografía
Hasta 2021 la población era de 3205 habitantes, con una densidad de población de 35,79 habitantes por kilómetro cuadrado.